# 417 Suevia
A 417 Suevia (ideiglenes jelöléssel 1896 CT) a Naprendszer kisbolygóövében található aszteroida. Maximilian Franz Joseph Cornelius Wolf fedezte fel 1896. május 6-án.